# Platformă continentală

Prin platformă continentală sau platou continental (numită uneori, în mod impropriu șelf) se înțelege acea zonă a fundului mării care mărginește uscatul și care este o continuare a continentelor sub oceane și mări. Începe de la linia coastei sau de la linia apei corespunzătoare celei mai joase maree și se termină în zona unde panta fundului devine abruptă.
Conferința de la Geneva asupra dreptului mării din 1958 prevede:
- a) platforma continentală reprezintă fundul mării și subsolului regiunilor submarine adiacente situate dincolo de marea teritorială până la o adâncime de 200 m sau dincolo de această limită, până la punctul unde adâncimea apelor permite exploatarea resurselor naturale ale acestor regiuni;
- b) statul riveran are drepturi suverane și exclusive asupra platformei continentale și nimeni nu poate exploata sau explora platformă continentală fără consimțamântul expres al statului riveran;
- c) drepturile statului riveran privesc resursele naturale ale platformei continentale cât și cele de origine minerală sau organisme vii care îi păstrează în mod constant contactul fizic cu fundul mării;
- d) drepturile statului riveran asupra platformei continentale nu trebuie să aducă nici o atingere regimului juridic al apelor de deasupra platoului și nici al spațiului aerian.

O definiție mai recentă platoului continental este cea din Convenția asupra dreptului mării, din 1982, care repetând, în general, definiția Convenției de la Geneva, din 1958, aduce ca element nou stabilirea întinderii platoului continental nu pe baza unui criteriu vertical (înălțimea coloanei de apă de deasupra lui), ci a unui criteriu orizontal, precizând că el se poate întinde până la limita externă a marginii continentale, sau până la 200 mile marine de la linia de bază a mării teritoriale (art. 76, pct. 1).
Delimitarea platoului continental între state ale căror țărmuri sunt limitrofe sau situate față în față se efectuează prin acord între ele, potrivit dreptului internațional, așa cum este indicat în art. 38 al Statutului Curții Internaționale de Justiție, astfel încât să se ajungă la o soluție echitabilă.